# Disophrys chinensis
Disophrys chinensis är en stekelart som beskrevs av Josef Fahringer 1937. Disophrys chinensis ingår i släktet Disophrys och familjen bracksteklar. Inga underarter finns listade i Catalogue of Life.